# Johann Hugo Joseph von Coll
Johann Hugo Joseph Ritter und Edler von Coll (* 15. Juni 1735 in Koblenz; † 27. September 1784 ebenda) war ein kurtrierischer Geheim- und Hofrat und Kanzleidirektor.

## Leben
Johann Hugo Joseph Ritter und Edler von Coll wurde als Sohn des kurtrierischen Kanzlers Johann Matthias Ritter und Edler von Coll und seiner Gemahlin Maria Theresia Franziska Edle von Solemacher zu Namedy in Koblenz geboren. Nach erfolgtem Studium der Rechtswissenschaften erfolgte eine Anstellung in kurtrierischen Diensten als Geheim- und Hofrat, später auch als Kanzleidirektor unter dem kurtrierischen Kanzler von Eschermann. Am 29. Oktober 1760 vermählte er sich mit Maria Ferdinandine Josepha von Stefné, Tochter des kurkölnischen und bischöflich freisingischen Geheimen Rat, General-Vicariats-Assessor und Appellationsrat in Worms, Lic.iur.utr. Jacob Joseph Freiherr von Stefné und seiner Gattin Maria Anna von Melisse. Immatrikuliert bei der Ober- und Mittelrheinischen Reichsritterschaft. Konfirmationsbeurkundung der unmittelbaren freiherrlichen Reichsritterschaft am oberen Rheinstrome vom 4. Dezember 1760.